# Tonbridge Castle
Tonbridge Castle ist eine Burgruine in Kent in Großbritannien. Die als Kulturdenkmal der Kategorie Grade I klassifizierte und als Scheduled Monument geschützte Ruine liegt am Nordufer des Medway inmitten der Stadt Tonbridge.

## Geschichte
Nach der normannischen Eroberung errichtete Richard FitzGilbert, ein Verwandter von Wilhelm dem Eroberer, zum Schutz eines Übergangs über den Medway eine erste Burg mit Erd- und Holzbefestigungen. 1088 nahm Richards Sohn Gilbert de Clare an der Revolte von Wilhelm von Eu und Odo von Aumale gegen die Thronfolge von Wilhelm Rufus teil. Die Burg wurde daraufhin von königlichen Truppen belagert. Dabei wurde die umgebende Siedlung niedergebrannt. Die Besatzung der Burg ergab sich schließlich und Gilbert geriet verwundet in Gefangenschaft. Nach Niederschlagung der Rebellion blieb die Burg dennoch im Besitz von Gilbert de Clare.
Im 12. Jahrhundert kam es über die Lehnshoheit der Lowy of Tonbridge, der zur Burg gehörenden Grundherrschaft, zu einem Streit mit dem Erzbistum Canterbury. Über die Belehnung von Richard FitzGilbert durch den König gibt es keine Nachweise, und 1160 oder 1161 forderte Erzbischof Thomas Becket von Roger de Clare die Huldigung für Tonbridge. Roger de Clare wies die Ansprüche 1163 entschieden zurück, worauf es zu einem langandauernden Streit mit dem Erzbistum Canterbury kam. Erst 1194 huldigte Rogers Sohn Richard de Clare Erzbischof Hubert Walter für Tonbridge.
1215 gehören Richard de Clare und sein Sohn Gilbert zu den aufständischen Baronen, die König Johann Ohneland zur Anerkennung der Magna Carta zwingen. Im darauf folgenden Krieg der Barone wurde die Burg im Dezember 1215 von königlichen Truppen erobert. Erst nach dem Tod von König Johann und nachdem Gilbert de Clare Johanns Sohn Heinrich als neuen König anerkannt hatte, erhielt er die Burg zurück. 1259 erlaubte der König angesichts eines drohenden neuen Kriegs mit den Baronen Richard de Clare, 5. Earl of Hertford, die Burg weiter auszubauen. Richard de Clare begann mit dem Bau der Befestigungen, die heute noch erhalten sind. Sein Sohn Gilbert de Clare gehörte während des Zweiten Kriegs der Barone jedoch zu den Unterstützern von Simon de Montfort, so dass die Burg 1261 von königlichen Truppen erobert wurde. Im weiteren Verlauf wurde die Burg 1264 von Heinrich III. erneut erobert, nachdem Gilbert de Clare versucht hatte, das nahe gelegene königliche Rochester Castle zu erobern, das jedoch von einer Armee unter dem Thronfolger Eduard entsetzt wurde. Nach dem Krieg war Gilbert de Clare einer der mächtigsten Barone Englands und wurde nach dem Tod von König Heinrich III. bis zur Rückkehr des Thronfolgers von seinem Kreuzzug einer der Regenten des Reiches. 1274 begrüßte er den neuen König Eduard I. und Königin Eleonore bei ihrer Rückkehr nach England in Tonbridge Castle.
Nach dem Tod von Gilbert de Clare, 7. Earl of Hertford, der 1314 kinderlos gestorben war, fiel die Burg an dessen Schwester Margaret de Clare und deren Mann Hugh de Audley. Nach dem Tod von de Audley fiel die Burg 1348 an seinen Schwiegersohn Ralph de Stafford, 1. Earl of Stafford. Sie blieb im Besitz der Familie Stafford, bis sie nach der Hinrichtung von Edward Stafford, 3. Duke of Buckingham, 1521 an die Krone fiel. König Heinrich VIII. vergab die Burg an verschiedene Günstlinge, die die militärisch überholte Burg verfallen ließen. Im 17. Jahrhundert wurde sie an Thomas Weller verpachtet, der sie während des englischen Bürgerkriegs für die Parlamentstruppen instand setzte und neu befestigte. 1643 fand bei Tonbridge ein Gefecht zwischen Royalisten und Parlamentsanhängern statt. Die Burg selbst wurde jedoch vermutlich nicht in Kämpfe verwickelt und ab 1646 geschleift.
Ab 1741 wurde die Ruine von ihrem damaligen Besitzer John Hooker als Steinbruch genutzt. Steine der Mauern, des Keeps und anderer Bauten wurden für den Bau von Schleusen und Brücken verwendet, als der Medway ab 1740 zwischen Maidstone und Tonbridge für die Schifffahrt ausgebaut wurde. 1782 wurden die Reste des Keeps abgerissen. 1793 errichtet Thomas Hooker, ein Sohn von John Hooker, das an das Torhaus angrenzende Wohnhaus, wobei er Steine aus der Ruine wiederverwendete. Im 19. Jahrhundert diente das Haus zeitweise als private Schule. 1898 wurde die Burg an das Tonbridge Urban District Council verkauft, das das Wohnhaus als Verwaltungsgebäude nutzte und das Burggelände der Öffentlichkeit zugänglich machte. Zu Beginn des Zweiten Weltkriegs wurden in der Burg zwei Pillboxen und eine Maschinengewehrstellung zur Abwehr der befürchteten deutschen Invasion errichtet. Zwischen 1954 und 1956 fand eine Restaurierung der Ruine statt. Von 1989 bis 1992 wurde das Torhaus restauriert, von 1999 bis 2003 erfolgte eine weitere Restaurierung nach Plänen von Stuart Page.
Heute ist die Burg im Besitz des Tonbridge and Malling Borough Council und kann besichtigt werden. Die Räumlichkeiten des restaurierten Torhauses können für Hochzeiten und andere Feiern gemietet werden.

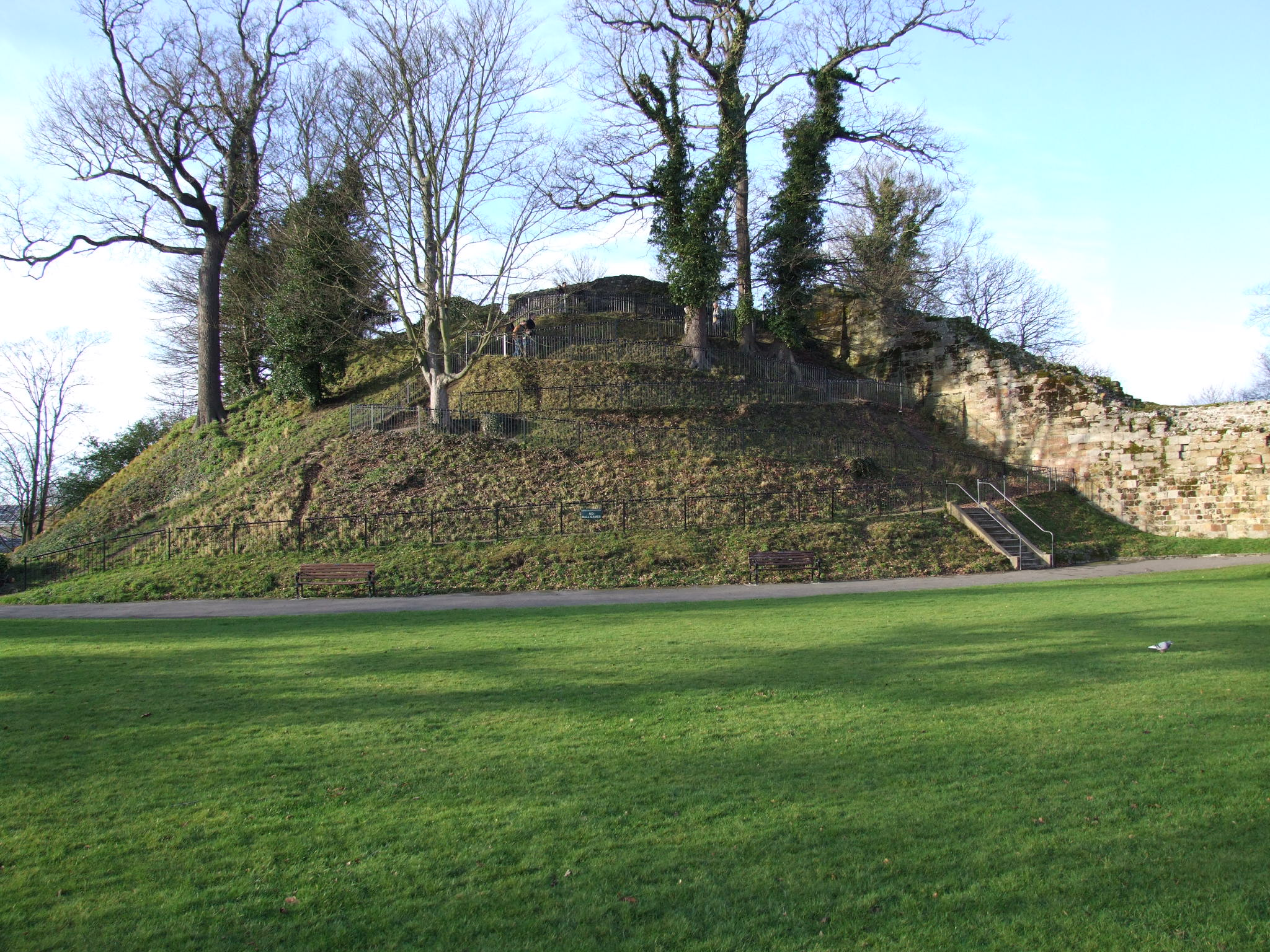
Der Burghügel

## Anlage

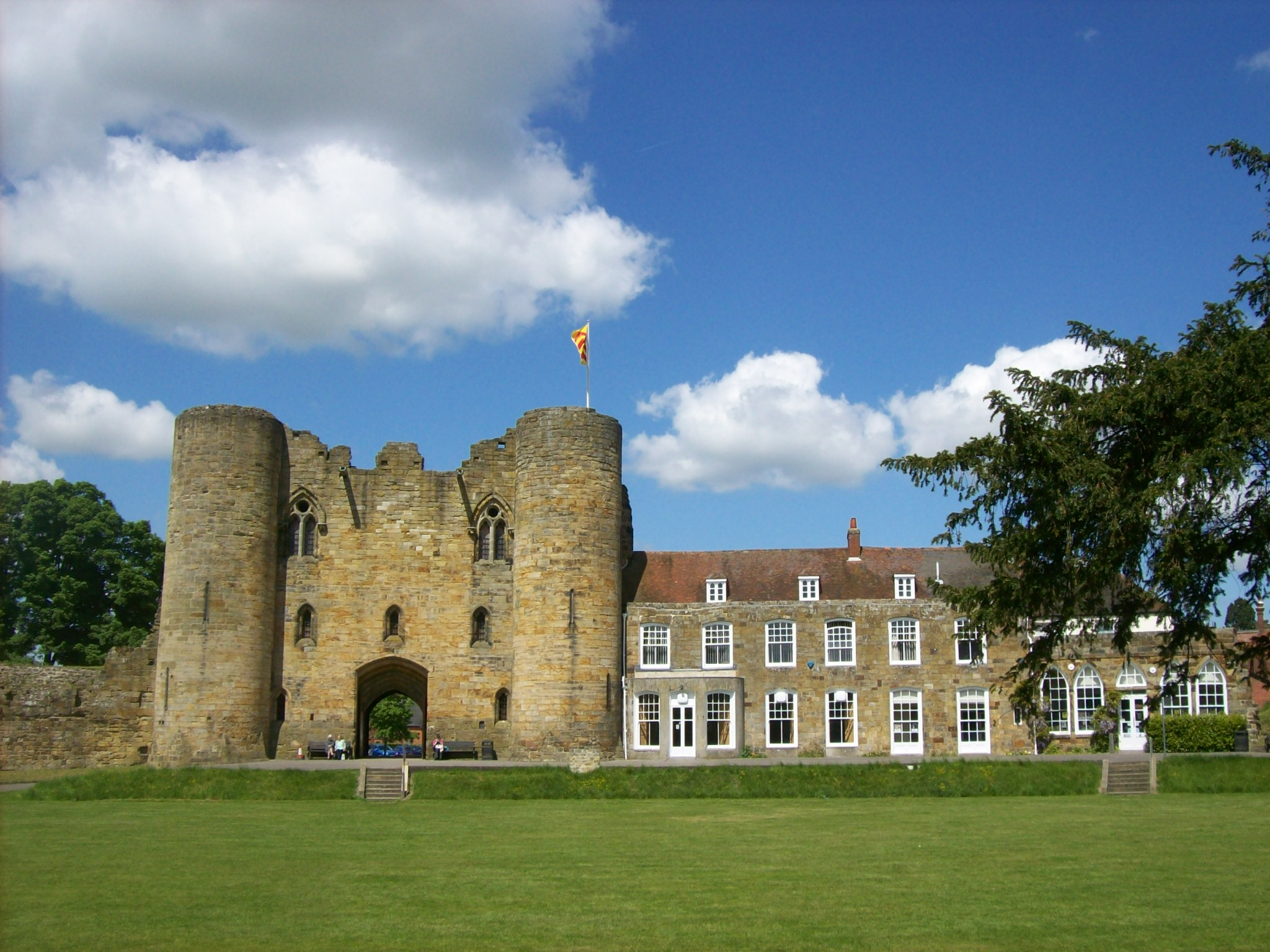
Das Torhaus und das angrenzende Wohnhaus vom Burghof aus gesehen

Die Burg gilt als eindrucksvollste Motte und Bailey-Befestigung in Kent. Trotz der Zerstörungen im 17. und 18. Jahrhundert sind noch Teile der Burg, vor allem der mächtige Burghügel sowie das eindrucksvolle Torhaus erhalten. Der runde Burghügel aus dem 11. Jahrhundert ist etwa 20 m hoch, sein Gipfel umfasst etwa 20 mal 24 m. Er war ursprünglich an allen Seiten von einem Graben umgeben, im 13. Jahrhundert wurde der Graben zwischen dem Burghügel und der östlich vorgelagerten Vorburg verfüllt. Im 12. Jahrhundert wurden die hölzernen Befestigungen durch einen steinernen Shell Keep ersetzt, dessen runde Außenmauern einen kleinen Innenhof umschlossen. Bei 1912 durchgeführten Ausgrabungen wurden Grundmauern von innen an den Shell Keep angebauten Gebäuden sowie ein Brunnen entdeckt. Später wurden die Außenmauern des Shell Keep bis zu einer Höhe von 1 m wiederaufgebaut. Die hölzernen Befestigungen der halbkreisförmigen Vorburg wurden im 12. Jahrhundert durch eine bis zu 3 m dicke Ringmauer ersetzt. Die Mauer war durch zwei Ecktürme sowie einen weiteren Turm verstärkt. Heute sind von der Ringmauer noch ein kleiner Abschnitte am Torhaus sowie ein langer Abschnitt an der dem Fluss zugewandten Seite erhalten. Die erhaltenen Latrinenschächte sind ein Zeichen, dass an die Innenwand der Ringmauer Wohngebäude angebaut waren. Von diesen und von anderen Gebäuden im Burghof sind allerdings nur noch Reste der Grundmauern erhalten. Im Osten und Nordosten war die Vorburg von einem heute verfüllten Graben umgeben, während südlich der Burg der Medway fließt.
Das mächtige, zwischen 1230 und 1260 aus Sandsteinquadern errichtete Torhaus an der Nordseite der Ringmauer ersetzte ein älteres Tor. Es besteht aus einer langen quadratischen Tordurchfahrt, die von vier halbrunden Türmen eingefasst ist. Mit dem westlich gelegenen Keep war das Torhaus durch einen Wehrgang verbunden. Die Tordurchfahrt war mit einer Zugbrücke, zwei Toren, zwei Fallgattern und Mörderlöchern befestigt. Die hinteren Türme hatten je einen runden Treppenturm. Im Keller eines Westturms befindet sich ein Kerker. Im Obergeschoss befanden sich Wohnräume, im obersten Geschoss eine Wohnhalle, die auf der Hofseite durch zwei Spitzbogenfenster mit Maßwerk beleuchtet wurde. Das schwer befestigte Tor gehört zu den größten mittelalterlichen Torhäusern in England und diente mit als Vorbild für das von Gilbert de Clare, 6. Earl of Hertford, wenige Jahre später errichtete Caerphilly Castle in Wales. Zwischen 1999 und 2003 wurden die Zwischendecken und das Dach des Gebäudes wiederhergestellt, so dass das Torhaus heute einen Vortragsraum und einen Festsaal enthält. Östlich an das Torhaus ist auf L-förmigem Grundriss ein ehemaliges Wohnhaus im schlichten georgianischen Stil angebaut. Der Hauptteil des Hauses ist zweigeschossig und besitzt hinter einer Brüstung ein Ziegelwalmdach, an den Hauptbau grenzt ein eingeschossiger, reich durchfensterter steinerner Anbau, der ursprünglich als Wintergarten diente. Die Außenseite des Gebäudes ist verputzt, während die Hofseite mit den von den ehemaligen Burgmauern stammenden Steinen unverputzt ist.